# Колонна, Одоардо
Одоа́рдо Коло́нна  (итал. Odoardo Colonna; ок. 1400, Дженаццано, Папское государство — 1462 или 1485, Каве, Папское государство) — аристократ из рода Колонна, представитель ветви Колонна из Дженаццано, герцог Марси в 1459—1462 или 1485 годах, граф Альбы и Челано, синьор Дженаццано и Палиано.
Племянник римского папы Мартина V. Кондотьер на службе у Папского государства, Неаполитанского королевства и Священной Римской империи.

## Происхождение
Родился около 1400 года, вероятно в Дженаццано. Он был сыном кондотьера Лоренцо Онофрио Колонна, графа Альбы, синьора Дженаццано и Палиано и Свевы Каэтани из рода синьоров Сермонеты. По отцовской линии приходился внуком Агапито Колонна, синьору Дженаццано и Катерине Конти из рода синьоров Вальмонтоне. По материнской линии был внуком Якобелло Каэтани, синьора Сермонеты и Рогазии д’Эболи из рода синьоров Маккьи.

## Непот
По отцовской линии Одоардо также приходился племянником римскому папе Мартину V, который в 1425 году отдал Одоардо, Антонио и Просперо в вечное владение феод Палиано. В 1426 году братья приобрели замки Рокка-ди-Папа, Неттуно и Астура. В 1427 году, желая завоевать расположение римского папы, Флорентийская республика даровала трём его племянникам своё гражданство. 1 июня 1427 года по распоряжению понтифика владения рода Колонна из Дженаццано, представителем которой был сам Мартин V, были поделены между Антонио, Просперо и Одоардо. Замок Дженаццано и ещё девять замков были оставлены в общем владении братьев. В единоличном владении Одоардо находились замки Франьяно, Чивителла, Монте-делла-Гвардия и Монтерано. Его брат Антонио уступил ему графство Альбу. В 1427—1428 годах он приобрёл в общее владение с братьями город Непи и ещё несколько замков и усадеб. В это же время он произвёл обмен своих владений в Неаполитанском королевстве.

## Кондотьер
После смерти Мартина V в феврале 1431 года, новый римский папа Евгений IV потребовал от них немедленно вывести свои военные отряды с территории Папского государства и вернуть все крепости. Понтифик также обвинил их во владении движимым имуществом и деньгами церкви и потребовал вернуть владения, которые они получили от его предшественника, но получил отказ. Между Евгением IV и членами семьи Колонна разразился конфликт, сопровождавшийся военными действиями. 15 мая 1431 года все три брата были отлучены римским папой от Церкви, и уже 22 сентября были вынуждены заключить договор, согласно которому, семья Колонна выплатила Святому Престолу семьдесят пять тысяч дукатов и лишилась всех замков в Папском государстве. 21 февраля 1432 года королева Джованна II, ранее лишившая его всех владений в Неаполитанском королевстве, вернула Одоардо герцогство Марси и графство Челано. 12 сентября 1432 года Евгений IV снял отлучение с трёх братьев и даровал им прощение.
В 1433 году Одоардо присоединился к войску кондотьера Никколо Фортебраччо, вместе с которым выступил против римского папы. В августе того же года он участвовал в захвате Рима. 9 октября 1433 года Евгений IV снова отлучил его от Церкви. В 1447 году новый римский папа Николай V вернул Одоардо его имения в Папском государстве. В январе 1460 года сенат Венецианской республики даровал трём братьям Колонна наследственное звание венецианских патрициев. В марте 1461 года, во время борьбы наследников за престол Неаполитанского королевства, встал на сторону Фердинанда II. Составил завещание 9 сентября 1462 года. Умер в Каве в том же году (по другой версии в 1485 году). Завещал похоронить себя в часовне Святого Иоанна Евангелиста в церкви Святого Стефана в Каве.

## Брак и потомство
По настоянию дяди-понтифика, Одоардо Колонна до 3 октября 1419 года сочетался браком с Яковеллой да Челано, дочерью и наследницей Николы ди Челано, графа Челано и Марии да Мардзано из рода герцогов Сессы. Но в 1431 году Ковелла сбежала от мужа и подала на развод, обвинив его в импотенции. Подобные обвинения не помешали Одоардо сочетаться браком во второй раз с Филиппой Конти, дочерью Грато Конти, синьора Вальмонтоне, приходившейся племянницей кардиналу Лючидо Конти. В этом браке у супругов родились восемь сыновей:
- Джованни (ум. после 1482), синьор Антиколи-Коррадо и Марино, неаполитанский и венецианский патриций, римский дворянин, сочетался браком с Джованной Колонна из рода синьоров Палестрины;
- Оддоне, неаполитанский и венецианский патриций, римский дворянин;
- Джордано, герцог Марси, синьор Каве, Марино, Рокка-ди-Каве, Коллепардо, Тривильяно, Рипи, Кастро, Санто-Стефано, Антиколи-Коррадо, Пилео, Ардеа, Ровьяно и Валлинфреда, неаполитанский и венецианский патриций, римский дворянин, сочетался первым браком с Катериной де Базиис, вторым браком в 1472 году с Катериной дель Бальцо, дочерью Анджильберто дель Бальцо, герцога Нардо и Антонии Сансеверино и рода графов Кастро и Удженто;
- Лоренцо Оддоне (ум. 30.06.1484), неаполитанский и венецианский патриций, римский дворянин, апостольский протонотарий, кондотьер, глава вооружённых сил рода Колонна;
- Марчелло (вскоре после 30.03.1482), неаполитанский и венецианский патриций, римский дворянин, сочетался браком с Орсиной Орсини из рода графов Тальякоццо, вдовой дона Альфонсо д’Авалоса;
- Фабрицио (1460 — 15.03.1520), герцог Палиано, маркиз Маноппелло и Атессы, граф Тальякоццо, барон Карсоли, Валь-ди-Ровето и Коваро, синьор Дженаццано, Антиколи, Арнары, Кастро, Коллепардо, Фальватерра, Джулиано, Моруло, Супино, Вико, Валлекорса, Рокка-ди-Каве, Рока-ди-Папа, Пильо, Ровьяно, Рьофреддо, Неми, Пофи, Сгурголы, Олевано и Серроне, неаполитанский и венецианский патриций, римский дворянин, кондотьер, сочетался браком с Агнессой да Монтефельтро (1470 — 1522), дочерью Федерико I, герцога Урбино, и Баттисты Сфорца из рода синьоров Пезаро;
- Лоренцо, неаполитанский и венецианский патриций, римский дворянин;
- Лудовико, неаполитанский и венецианский патриций, римский дворянин.

## Титулы
Герцог Марси, граф Альбы и Челано, синьор Чивителла-Сан-Паоло, Фьяно, Монте-ла-Гуардия и Морлупо, синьор Палиано, Каве, Рокка-ди-Каве, Дженаццано, Марино, Неми, Рокка-ди-Папа, Коллепардо, Тривильяно, Рипи, Кастро, Санто-Стефано, Антиколи-Коррадо, Пилео, Ардеа, Ровьяно, Валлинфреда, Джулиано, неаполитанский и венецианский патриций, римский дворянин.